# Aechmea tillandsioides
Espèce
Classification phylogénétique
Aechmea tillandsioides est une espèce de plantes à fleurs de la famille des Bromeliaceae présente en Amérique centrale et en Amérique du Sud.

## Synonymes
- Aechmea chiriquensis Baker[1]
- Aechmea kienastii E.Morren ex Mez[1] ;
- Aechmea vrieseoides Baker[1] ;
- Aechmea xiphophylla Baker[1] ;
- Billbergia gracilis Poepp. ex Beer[1] ;
- Billbergia tillandsioides Mart. ex Schult. & Schult.f.[1] ;
- Ortgiesia tillandsioides (Mart. ex Schult. & Schult.f.) Regel[1] ;
- Platyaechmea tillandsioides (Mart. ex Schult. & Schult.f.) L.B.Sm. & W.J.Kress[1] ;
- Platystachys gracilis Beer [non-valide][1] ;
- Portea tillandsioides (Mart. ex Schult. & Schult.f.) G.Nicholson[1].

## Distribution
L'espèce est présente du Mexique à la Bolivie, notamment au Belize, Costa Rica, Guatemala, Honduras, Panama, Guyana, Suriname, Venezuela, Colombie, Équateur, Pérou et Brésil.

## Description
L'espèce est épiphyte.